# Dilly Knox

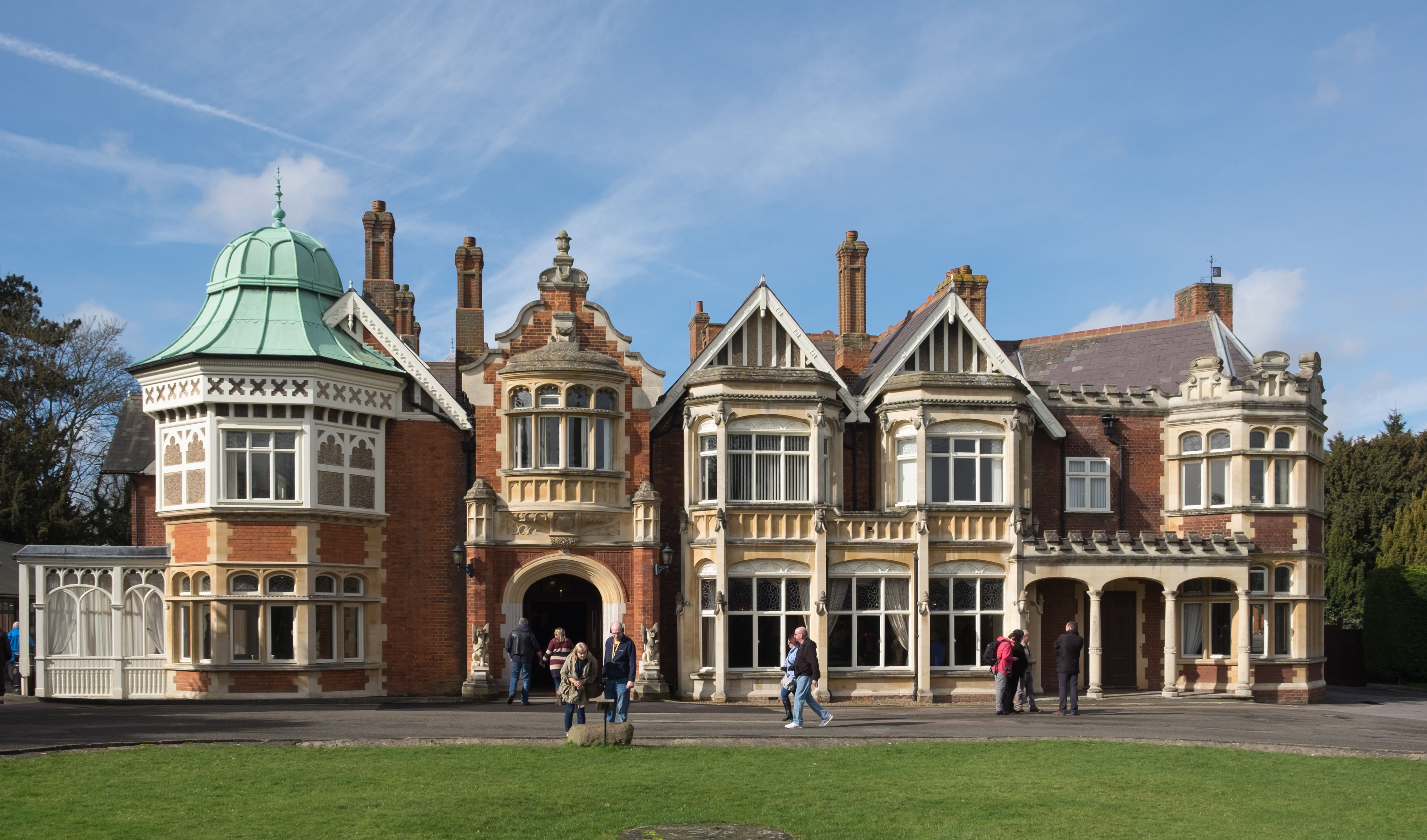
Bletchley Park - była siedziba zespołu brytyjskich kryptologów, podczas II wojny światowej.

Alfred Dillwyn „Dilly” Knox (ur. 23 lipca 1884, zm. 27 lutego 1943) – brytyjski językoznawca, główny kryptolog w Bletchley Park.